# Mv
mv (від англ. move) — утиліта у системах UNIX та UNIX-подібних системах, що використовується для переміщення або перейменування файлів або каталогів.

## Використання
Якщо аргументами задані імена двох файлів, то ім'я першого файлу буде змінено на ім'я другого. 
```
 mv file1 file2 
```

Якщо останній аргумент є ім'ям існуючого каталогу, то mv переміщує всі задані файли в цей каталог. 
```
 mv file ./dir/ 
```

ця команда переміщує 'file' у 'dir/file' щодо поточного каталогу .
Якщо останній аргумент не є каталогом і аргументами зазначено більш ніж два файли, то буде видане повідомлення про помилку. 
Ключі, що використовуються з mv 
- –f не запитувати підтвердження операцій.
- –i виводити запит на підтвердження операції, коли існує файл, в який відбувається перейменування або переміщення.
- –– Завершує список ключів. Застосовується для використання з файлами, імена яких починаються на –

## Різниця з "копіювати та видалити"
Зауважте, що існує різниця між командою переміщення/копіювання mv та комбінацією команд копіювання cp та видалення rm. Якщо файл і його нове місцеперебування міститься на одному логічному диску системи, то він не копіюється, а лише модифікується вказівник в директорії на файл. За часом це — значно коротша операція і менш обтяжлива для системи, особливо на великих файлах.

## Дивись також
- cp
- rm